# امالا نگار
امالا نگار (به انگلیسی: Amala Nagar) یک منطقهٔ مسکونی در هند است که در کرالا واقع شده‌است.